# Lau Lauritzen
Pour les articles homonymes, voir Lau Lauritzen (homonymie) et Lau.
Lau Lauritzen, né le 13 mars 1878 à Silkeborg (Danemark) et mort le 2 juillet 1938 à Copenhague (Danemark), est un réalisateur, scénariste et acteur danois, père de Lau Lauritzen Jr.